# Gomphrena alba
Gomphrena alba är en amarantväxtart som beskrevs av Albert Peter. Gomphrena alba ingår i släktet klotamaranter, och familjen amarantväxter. Inga underarter finns listade i Catalogue of Life.